# تغيير أسماء المواقع الجغرافية

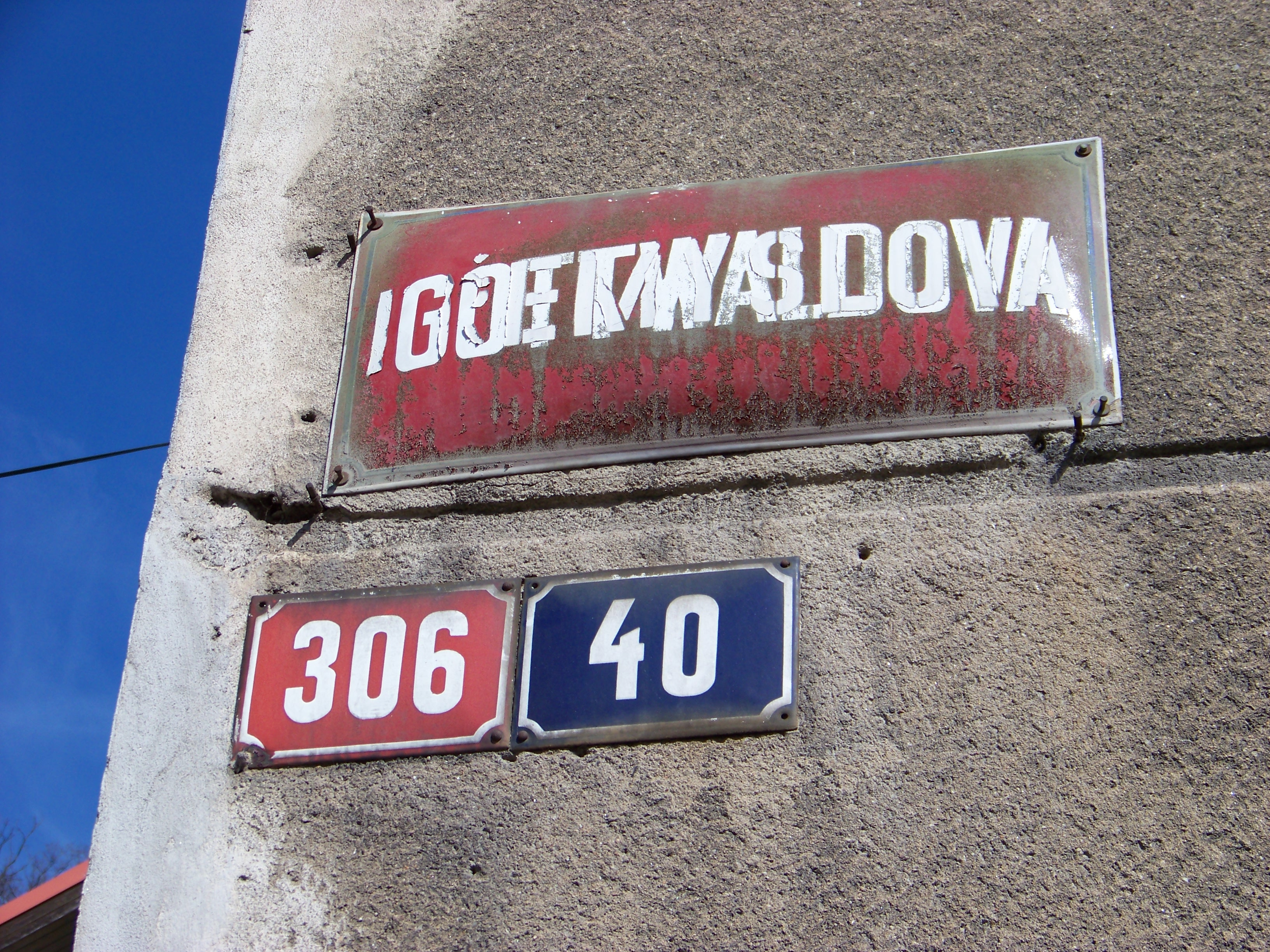
كرالوبي ناد فلتافو-لوبيتش، منطقة ميلنيك، منطقة بوهيميا الوسطى، جمهورية التشيك

أحيانًا ما تتعرض أسماء المناطق والمعالم الجغرافية إلى تغييرات قد تمر بلا اعتراض وقد تكون منشأ خلاف شديد. وقد تقوم إحدى الدول بتغيير بعض أسماء المناطق، ولا يُعترف بذلك التغيير من جانب الدول الأخرى، كما قد تكون بعض الأسماء غير معترف بها رسمياً ولكنها تستخدم على نطاق واسع في المعاملات غير الرسمية.
وهناك العديد من الأسباب لتغيير أسماء المناطق الجغرافية، أهمها الأسباب السياسة، ومن أمثلتها تسمية بعض المناطق والمعالم في الاتحاد السوفييتي السابق باسم ستالين ثم إزالة ذلك الاسم لاحقاً بعد سقوط الاتحاد السوفييتي. ومن أكثر أسباب تغيير الدول لأسمائها حصولها على الاستقلال. وعندما تتغير الحدود الدولية (مثلما هو الحال في حالة انقسام دولة أو اتحاد دولتين) فقد تتغير أسماء المناطق (كما حدث عند اتحاد مصر وسوريا، حيث سميت مصر رسمياً بالقطر الجنوبي، وسوريا بالقطر الشمالي).
ومن الأسباب الأخرى ـ الأقل شيوعاً ـ لتغيير أسماء المناطق الجغرافية:
- تغيير اسم شاذ أو معيب لمكان ما
- كجزء من اتفاق رعاية أو لأسباب دعائية

وقد ينشأ عن التغيير اسم جديد تماماً للمكان، أو اختلاف طفيف في هجاء اسم المكان.
وفي بعض الحالات تحتفظ المؤسسات بالأسماء القديمة رغم تغيير اسم المكان، ومن أمثلة ذلك: جامعة بوسان الوطنية (بالإنجليزية: Pusan National University)‏ في بوسان (بالإنجليزية: Busan)‏ بكوريا الجنوبية ومحكمة بومباي العليا وبورصة بومباي بالهند (رغم تغيير اسم المدينة إلى مومباي)، وما يسميه الإيرانيون بالخليج الفارسي (رغم إلغاء اسم فارس)، وجامعة مدراس والمعهد الهندي للتكنولوجيا بمدراس ومحمة مدراس العليا وبورصة مدراس (رغم تغيير اسم مدراس إلى تشيناي رسمياً سنة 1996).

## أسماء خلافية
- يرفض كثير من الأيرلنديين تسمية «الجزر البريطانية»
- نشب خلاف سنة 1990 حول تسمية دولة تشيكوسلوفاكيا باسم «تشيكوسلوفاكيا» أم «تشيكو ـ سلوفاكيا»، فيما سمي آنذاك ـ تهكماً ـ بحرب الشَرطة
- الخلاف القائم حول تسمية مدينة ديري ثاني أكبر مدن أيرلندا الشمالية، فالقوميون (الانفصاليون الكاثوليك) يسمونها «ديري» مجردة، أما الاتحاديون البروتستانت فيسمونها لندنديري (لندن ديري)
- الخلاف الذي نشب حول إعادة تسمية المدن الهندية عقب جلاء الإنجليز عن الهند سنة 1947.
- الخلاف حول تسمية إيران باسم «فارس»، والذي ظهر في الثلاثينيات من القرن العشرين، وحسمه الشاه بتغيير الاسم رسمياً إلى إيران سنة 1935.
- الخلاف حول تسمية بحر اليابان، ففي كوريا الجنوبية ينادي البعض بتسميته "بحر كوريا" أو "البحر الشرقي"، ويقولون بأن الأخير هو الاسم التاريخي للبحر، وأن اسم بحر اليابان مفروض من قِبل الاحتلال الياباني لكوريا، وتؤيد حكومة كوريا الشمالية هذا الاتجاه، حيث تسميه رسمياً: بحر كوريا الشرقي".
- الخلاف حول اسم جمهورية مقدونيا بين اليونان والجمهورية الوليدة، حيث عارضت اليونان تسمية هذه الجمهورية باسم أحد أقاليمها التاريخية.
- الخلاف حول تسمية أيرلندا الشمالية، حيث يسميها الاتحاديون باسم أولستر (بالإنجليزية: Ulster)‏ بينما يصر الانفصاليون القوميون على تسميتها بأيرلندا الشمالية، إنكاراً للسيادة البريطانية عليها.
- الخلاف الناشب منذ الستينيات حول تسمية الخليج العربي
- الخلاف حول اسم بريتوريا (الاسم الاستعماري للمدينة) ومحاولة تغييره إلى اسم أفريقي هو تشوان، والتي تمت سنة 2005 ولكنها لم تعتمد رسمياً من الجهة المختصة.
- الخلاف حول اسم الضفة الغربية التي يسميها الإسرائيليون باسم «يهودا والسامرة»
- الخلاف حول اسم صربيا (بالإنجليزية: Serbia)‏ وتغييره إلى صرفيا (بالإنجليزية: Servia)‏ والذي حدث بالفعل في بدايات الحرب العالمية الثانية.

## بلاد ومناطق تغيرت أسماؤها جذرياً

### دول
- الإتحاد الروسي - كان يعرف سابقاً بالإتحاد السوفيتي ونظراً إلى أن الاتحاد الروسي قد ورث 80% من أراضي الإتحاد السوفيتي.
- أثيوبيا ـ كانت تعرف تاريخيا باسم «الحبشة».
- الأردن ـ شرق الأردن سابقاً، كانت قبل إنشائها جزءاً من فلسطين تحت الانتداب البريطاني.
- إسرائيل ـ احتلت معظم أراضي فلسطين التاريخية سنة 1948.
- إندونيسيا ـ جزر الهند الشرقية الهولندية حتى سنة 1945.
- أوزبكستان ـ تغير اسمها رسمياً من «جمهورية الأوزبك السوفييتية الاشتراكية» إلى «جمهورية أوزبكستان» سنة 1991.
- إيران ـ رغم أن اسم «إيران» كان متداولاً منذ عهد الساسانيين (القرن الثالث إلى القرن السابع الميلادي) إلا أن الدولة كانت تسمى «فارس» (اسم مأخوذ من «بارسا» بالإغريقية) حتى غير الاسم رسمياً سنة 1935.
- أيرلندا ـ دولة أيرلندا الحرة حتى سنة 1937، كما كانت تسمى «أير» (بالأيرلندية Éire) وأحياناً يطلق عليها اسم «جمهورية أيرلندا»، وما زالت بعض وسائل الإعلام البريطانية تصر على استخدام هذين الاسمين.
- بتسوانا ـ بتشوانالاند سابقاً
- بليز ـ عرفت حتى عام 1973 باسم هندوراس البريطانية.
- بنغلاديش ـ عرفت بين عامي 1955 و1971 باسم باكستان الشرقية، كما كانت تعرف أيضاً باسم البنغال الشرقية (الهند/باكستان).
- بنين ـ عرفت حتى سنة 1975 باسم داهومي.
- بوركينا فاسو ـ عرفت حتى عام 1984 باسم فولتا العليا.
- بيلاروسيا (ينطق الاسم الرسمي: بيلاروس ـ هجاء: Belarus) ـ عرفت حتى عام 1991 باسم بيلاروسيا (هجاء: Byelorussia)، وتعرف أيضاً باسم روسيا البيضاء.
- تايلاند ـ سيام سابقاً حتى سنة 1949.
- توغو ـ توغولاند الفرنسية حتى سنة 1960.
- توفالو ـ كانت تعرف باسم «جزر إليس» (بالإنجليزية: Ellice Islands)‏ حتى استقلالها سنة 1978.
- تيمور الشرقية ـ تيمور البرتغالية حتى سنة 1975، كما تعرف أيضًا منذ استقلالها سنة 2002 باسم تيمور ليشتي.
- جمهورية أفريقيا الوسطى ـ تغير اسمها من أوبانغي ـ شاري Ubangi-Shari عند استقلالها سنة 1958 إلى إمبراطورية أفريقيا الوسطى في الفترة من 4 ديسمبر 1976 إلى 20 سبتمبر 1979.
- جمهورية الكونغو ـ الكونغو الوسطى سابقاً
- جمهورية الكونغو الديمقراطية ـ سميت زائير بين عامي 1971 و1997، وكانت قبل ذلك تحمل اسم الكونغو البلجيكية.
- جيبوتي ـ الصومال الفرنسي سابقاً، ثم العفر وعيسى حتى سنة 1977.
- زامبيا ـ روديسيا الشمالية حتى سنة 1964.
- زيمبابوي ـ جزء من روديسيا حتى سنة 1910، ثم عرفت باسم «روديسيا الجنوبية» حتى ما قبل إعلان استقلالها بعام سنة 1965، ثم عرفت باسم روديسيا حتى سنة 1979، ثم زيمبابوي ـ روديسيا حتى سنة 1990 وهي السنة التي اكتسبت فيها اسمها الحالي.
- ساموا ـ ساموا الغربية سنة 1997.
- سريلانكا ـ تغير الاسم من سيلان سنة [1972].
- السودان ـ تغير الاسم من السودان الأنجلو مصري سنة 1956.
- سورينام ـ غيانا الهولندية سابقاً.
- الصحراء الغربية ـ الصحراء الإسبانية سابقاً.
- صربيا والجبل الأسود ـ تغير الاسم من «جمهورية يوغوسلافيا الاتحادية» في 2003، ثم انقسمت إلى دولتين مستقلتين هما صربيا والجبل الأسود سنة 2006.
- طاجيكستان ـ تغير اسمها رسمياً من «جمهورية الطاجيك السوفييتية الاشتراكية» إلى «جمهورية طاجيكستان» سنة 1991
- غانا ـ ساحل الذهب حتى سنة 1957.
- غيانا ـ غيانا البريطانية حتى سنة 1966.
- غينيا ـ غينيا الفرنسية حتى سنة 1958.
- غينيا الاستوائية ـ كانت تعرف باسم غينيا الإسبانية حتى سنة 1968.
- غينيا بيساو ـ غينيا البرتغالية حتى سنة 1974.
- فانواتو ـ كانت تعرف باسم «نيو هيبرايدز» قبل استقلالها سنة 1980.
- كمبوديا ـ عرفت باسم جمهورية الخمير (1971 ـ 1975)، ثم كمبوتشيا (1975 ـ 1991).
- كولومبيا ـ كانت تسمى غرانادا (غرناطة) الجديدة حتى سنة 1819.
- كيريباتي ـ جزر جيلبرت قبل استقلالها سنة 1979.
- ليسوتو ـ كانت تعرف باسم «باسوتولاند».
- مالي ـ السودان الفرنسي حتى سنة 1960.
- ماليزيا ـ ملايا حتى سنة 1963 (كلمة «ملايا» تعبر عن شبه جزيرة الملايو فحسب، واسم «ماليزيا» يتسع ليشمل إقليمي صباح وسراوق.
- المكسيك ـ إسبانيا الجديدة حتى سنة 1821.
- ملاوي ـ نياسالاند حتى سنة 1964.
- مولدوفا ـ مولدوفا حتى سنة 1991.
- ميانمار ـ قام النظام العسكري في سنة 1988 بتغيير اسم بورما إلى ميانمار، غير أن الاسم القديم ما زال مستخدماً في الأدبيات الإنجليزية.
- ناميبيا ـ جنوب غرب أفريقيا سابقاً.

### أقاليم ومناطق
- فري ستيت (جنوب أفريقيا) ـ عرفت سابقاً باسم «أورانج فري ستيت»
- غاوتينج (جنوب أفريقيا) ـ عرفت سابقاً باسم «بريتوريا ويتووترستراند ـ فيرينينغينغ»
- كونغدنغ (الصين) ـ كانت تعرف في الإنجليزية سابقاً باسم كانتون.
- خبي (الصين) ـ كانت تعرف سابقاً باسم «جيلي» 直隶
- كوازولو ناتال (جنوب أفريقيا) ـ ناتال سابقاً
- كشمير وجامو (ولاية هندية) ـ تعرف اليوم في الهند باسم «جامو وكشمير» وفي باكستان باسم «آزاد جامو وكشمير» (بالأردية: آزاد جموں وکشمیر)
- ليمبوبو (جنوب أفريقيا) ـ المقاطعة الشمالية سابقاً، وقبلها كانت تسمى «الترانسفال الشمالي»
- مبومالانجا (جنوب أفريقيا) ـ الترانسفال الشرقي سابقاً
- نيوفاوندلاند ولبرادور (كندا) ـ نيوفاوندلاند سابقاً
- بابوا (إندونيسيا) ـ من أسمائها السابقة: إريان جايا، وإريان بارات، وغينيا الغربية الجديدة، وغينيا الجديدة الهولندية، كما تعرف أيضاً باسم «بابوا الغربية».
- بوكيت (تايلاند) ـ هي جزيرة تابعة لتايلاند في بحر أندامان، كانت تعرف سابقاً باللغة التايلندية باسم «تالانغ» وباللغة الملاوية باسم «أوجونغ سالانغ»
- بودوتشيري (الهند) ـ بونديتشيري سابقاً
- صباح (ماليزيا) ـ كان اسمها «بورنيو الشمالية البريطانية» حتى سنة 1963.
- صغد (طاجيكستان) ـ تغير اسمها من لينينبود سنة 2004.
- تاسمانيا (أستراليا) ـ جزيرة كبيرة جنوب أستراليا، كانت تعرف سابقاً باسم «أرض فان ديمنس».

### مدن
- أتوك (باكستان) (بالأردية اٹک) ـ كانت تعرف باسم كامبلبور.
- بيجنغ (بالإنجليزية: Beijing)‏ ـ كانت تسمى بيبينغ (بالإنجليزية: Peiping)‏ بين عامي 1927 و1949 (وهي الفترة التي كانت فيها عاصمة الصين هي نانجينغ. كانت المدينة تعرف في الدول الناطقة بالإنجليزية باسم «بيكنغ» (بكين) Peking قبل تغيير اسمها، ولكن بدأت كلمة «بيجنغ» تستعمل في الإنجليزية بعد إدخال نظام بن-ين لكتابة الصينية بالحروف اللاتينية.
- بَنغالور (الهند) ـ تغير اسمها إلى بِنغالورو (بالإنجليزية: Bengaluru)‏ سنة 2006 بناء على قرار حكومة الولاية، غير أن الحكومة المركزية لم تعتمد هذا التغيير بعد.
- بشكيك (قيرغيزستان) ـ كانت تسمى بين عامي 1926 و1991 باسم فرونزي Frunze
- بوغوتا (كولومبيا) ـ تغير اسمها سنة 1991 من بوغوتا دي إي (بالإسبانية Bogotá D.E) إلى «سانتافي دي بوغوتا دي سي» (بالإسبانية Santafé de Bogotá D.C.)، حيث الحرفان «دي سي» هما اختصار Distrito Capital (ومعناه بالإسبانية: مقاطعة العاصمة) والحرفان «دي إي» هما اختصار Distrito Especial (ومعناه بالإسبانية: مقاطعة خاصة)، ثم غير الاسم مرة أخرى إلى صيغة أبسط هي «بوغوتا دي سي» سنة 2000.
- بوسان (كوريا الجنوبية) ـ كانت عاصمة البلاد المؤقتة أثناء الحرب الكورية وكان اسمها «دونغري» (Dongrae) حتى سنة 1910، وفي سنة 1920 أعيدت تسميتها باسمها القديم «بوسان».
- شالون ـ أن ـ شامباني (بالفرنسية: Châlons-en-Champagne)‏ ـ كانت تسمى «شالون ـ سير ـ مارن» (بالفرنسية: Châlons-sur-Marne)‏ حتى عام 1998.
- كيمنتس (إحدى مدن ولاية ساكسونيا الألمانية) ـ كانت تعرف باسم «كارل ماركس شتات» (بالألمانية Karl-Marx-Stadt) بين عامي 1953 و1990.
- تشيناي (الهند) ـ كانت تسمى مدراس حتى أكتوبر 1996.
- كوف (أيرلندا) ـ عرفت سابقاً باسم «كوينزتاون» (بالإنجليزية Queenstown).
- دكا (عاصمة بنغلاديش) ـ تغير هجاء اسمها بالإنجليزية من Dacca إلى Dhaka